# Rajd Dakar 2011

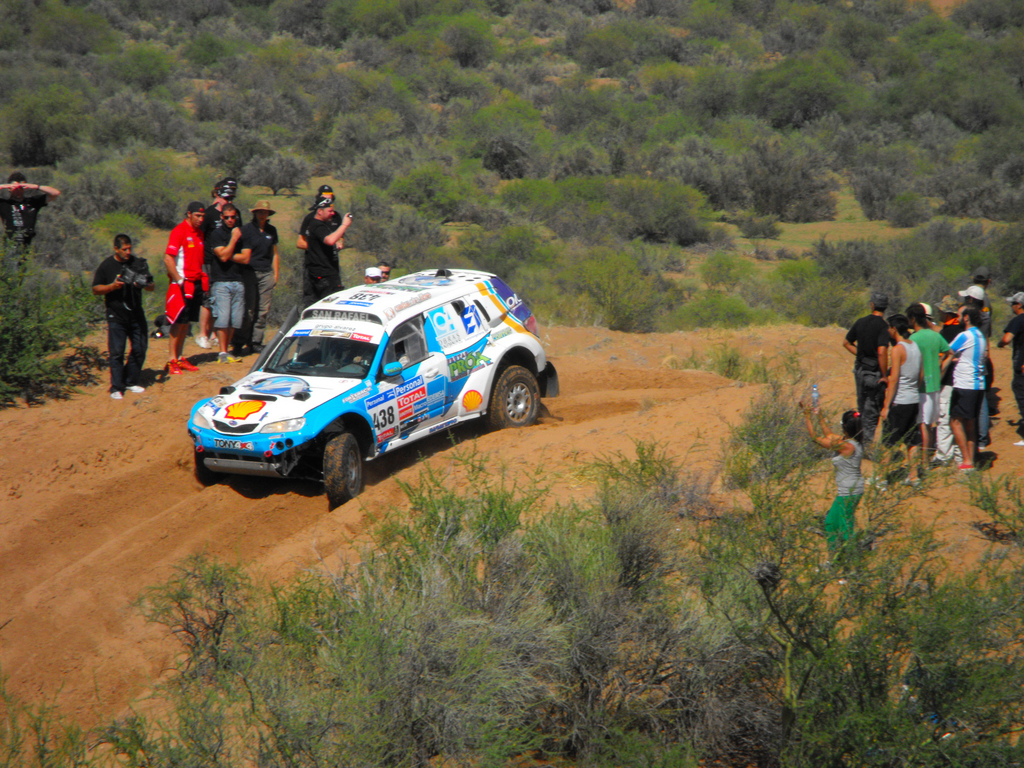
Rajd Dakar 2011

Rajd Dakar 2011 – 33. edycja Rajdu Dakar. Odbyła się w dniach od 1 stycznia do 16 stycznia 2011 po raz trzeci na bezdrożach Argentyny i Chile. Na liście startowej znalazło się 180 motocykli, 32 quady, 134 samochody i 67 ciężarówek. Ostatecznie na starcie stawiło się 170 motocykli, 30 quadów, 140 samochodów oraz 67 ciężarówek.

## Etapy

Mapa trasy rajdu

| Etap              | Data                  | Skąd                          | Dokąd                         | Dojazd                        | OS                            | Całość                        |
| ----------------- | --------------------- | ----------------------------- | ----------------------------- | ----------------------------- | ----------------------------- | ----------------------------- |
| 1                 | 1 stycznia 2 stycznia | Buenos Aires                  | Victoria                      | 377 km                        | -                             | 377 km                        |
| 1                 | 2 stycznia            | Victoria                      | Córdoba                       | 566 km                        | 192 km 222 km                 | 758 km 788 km                 |
| 2                 | 3 stycznia            | Córdoba                       | San Miguel de Tucumán         | 440 km                        | 300 km 324 km                 | 740 km 764                    |
| 3                 | 4 stycznia            | San Miguel de Tucumán         | San Salvador de Jujuy         | 231 km 408 km                 | 521 km 500 km 226 km          | 752 km 731 km 634 km          |
| 4                 | 5 stycznia            | San Salvador de Jujuy         | Calama                        | 554 km                        | 207 km                        | 761 km                        |
| 5                 | 6 stycznia            | Calama                        | Iquique                       | 36 km                         | 423 km                        | 459 km                        |
| 6                 | 7 stycznia            | Iquique                       | Arica                         | 265 km                        | 456 km                        | 721 km                        |
|                   | 8 stycznia            | Dzień przerwy w Arice w Chile | Dzień przerwy w Arice w Chile | Dzień przerwy w Arice w Chile | Dzień przerwy w Arice w Chile | Dzień przerwy w Arice w Chile |
| 7                 | 9 stycznia            | Arica                         | Antofagasta                   | 208 km                        | 631 km 611 km                 | 839 km 819 km                 |
| 8                 | 10 stycznia           | Antofagasta                   | Copiapó                       | 268 km                        | 508 km                        | 776 km                        |
| 9                 | 11 stycznia           | Copiapó                       | Copiapó                       | 35 km                         | 235 km                        | 270 km                        |
| 10                | 12 stycznia           | Copiapó                       | Chilecito                     | 686 km                        | 176 km                        | 862 km                        |
| 11                | 13 stycznia           | Chilecito                     | San Juan                      | 164 km                        | 622 km                        | 786 km                        |
| 12                | 14 stycznia           | San Juan                      | Córdoba                       | 123 km 349 km                 | 555 km 266 km                 | 678 km 615 km                 |
| 13                | 15 stycznia           | Córdoba                       | Buenos Aires                  | 645 km                        | 181 km                        | 826 km                        |
| Razem             | Razem                 | Razem                         | Razem                         | Dojazd                        | OS                            | Całość                        |
| Motocykle i quady | Motocykle i quady     | Motocykle i quady             | Motocykle i quady             | 4598 km                       | 5007 km                       | 9605 km                       |
| Samochody         | Samochody             | Samochody                     | Samochody                     | 4450 km                       | 5020 km                       | 9470 km                       |
| Ciężarówki        | Ciężarówki            | Ciężarówki                    | Ciężarówki                    | 5001 km                       | 4457 km                       | 9458 km                       |

## Wypadki
- Podczas dziesiątego etapu 12 stycznia samochód Eduardo Amora podczas pokonywania odcinka specjalnego zmienił pas i uderzył w samochód starszego mężczyzny. Ten zmarł po przewiezieniu do szpitala[13].

## Wyniki etapów

### Motocykle
| Pierwszego dnia rozegrano etap pokazowy bez pomiaru czasu. Miał na celu zaprezentowanie uczestników oraz ich dojazd do miejsca startu czasówki. |

| Miejsce                      | Klasyfikacja etapu | Marka | Czas      |  | Miejsce | Klasyfikacja generalna | Marka | Czas      |
| ---------------------------- | ------------------ | ----- | --------- |  | ------- | ---------------------- | ----- | --------- |
| 1                            | Cyril Despres      | KTM   | 01:58:31  |  | 1       | Cyril Despres          | KTM   | 01:58:31  |
| 2                            | Ruben Faria        | KTM   | +00:00:31 |  | 2       | Ruben Faria            | KTM   | +00:00:31 |
| 3                            | Marc Coma          | KTM   | +00:00:46 |  | 3       | Marc Coma              | KTM   | +00:00:46 |
|                              |                    |       |           |  |         |                        |       |           |
| 19                           | Marek Dąbrowski    | KTM   | +00:10:43 |  | 19      | Marek Dąbrowski        | KTM   | +00:10:43 |
| 25                           | Jacek Czachor      | KTM   | +00:13:03 |  | 25      | Jacek Czachor          | KTM   | +00:13:03 |
| Etap ukończyło 168 motocykli |                    |       |           |  |         |                        |       |           |

| Miejsce                      | Klasyfikacja etapu | Marka   | Czas      |  | Miejsce | Klasyfikacja generalna | Marka | Czas      |
| ---------------------------- | ------------------ | ------- | --------- |  | ------- | ---------------------- | ----- | --------- |
| 1                            | Cyril Despres      | KTM     | 03:19:11  |  | 1       | Cyril Despres          | KTM   | 05:17:42  |
| 2                            | Marc Coma          | KTM     | +00:01:49 |  | 2       | Marc Coma              | KTM   | +00:02:35 |
| 3                            | Francisco Cantardo | Aprilia | +00:04:06 |  | 3       | Ruben Faria            | KTM   | +00:06:13 |
|                              |                    |         |           |  |         |                        |       |           |
| 23                           | Marek Dąbrowski    | KTM     | +00:18:01 |  | 18      | Marek Dąbrowski        | KTM   | +00:28:15 |
| 25                           | Jacek Czachor      | KTM     | +00:18:19 |  | 22      | Jacek Czachor          | KTM   | +00:30:53 |
| Etap ukończyło 166 motocykli |                    |         |           |  |         |                        |       |           |

| Miejsce                      | Klasyfikacja etapu | Marka | Czas      |  | Miejsce | Klasyfikacja generalna | Marka | Czas      |
| ---------------------------- | ------------------ | ----- | --------- |  | ------- | ---------------------- | ----- | --------- |
| 1                            | Marc Coma          | KTM   | 04:18:55  |  | 1       | Cyril Despres          | KTM   | 09:38:58  |
| 2                            | Cyril Despres      | KTM   | +00:02:21 |  | 2       | Marc Coma              | KTM   | +00:00:14 |
| 3                            | Paulo Goncalves    | BMW   | +00:03:36 |  | 3       | Ruben Faria            | KTM   | +00:09:38 |
|                              |                    |       |           |  |         |                        |       |           |
| 20                           | Marek Dąbrowski    | KTM   | +00:26:59 |  | 19      | Marek Dąbrowski        | KTM   | +00:52:53 |
| 28                           | Jacek Czachor      | KTM   | +00:32:47 |  | 23      | Jacek Czachor          | KTM   | +01:01:19 |
| Etap ukończyło 161 motocykli |                    |       |           |  |         |                        |       |           |

| Miejsce                      | Klasyfikacja etapu | Marka   | Czas      |  | Miejsce | Klasyfikacja generalna | Marka   | Czas      |
| ---------------------------- | ------------------ | ------- | --------- |  | ------- | ---------------------- | ------- | --------- |
| 1                            | Marc Coma          | KTM     | 02:04:00  |  | 1       | Marc Coma              | KTM     | 11:43:12  |
| 2                            | Francisco Contardo | Aprilia | +00:02:05 |  | 2       | Cyril Despres          | KTM     | +00:10:02 |
| 3                            | Oliver Pain        | Yamaha  | +00:06:20 |  | 3       | Francisco Contardo     | Aprilia | +00:20:12 |
|                              |                    |         |           |  |         |                        |         |           |
| 23                           | Jacek Czachor      | KTM     | +00:17:56 |  | 20      | Marek Dąbrowski        | KTM     | +01:12:30 |
| 29                           | Marek Dąbrowski    | KTM     | +00:19:51 |  | 22      | Jacek Czachor          | KTM     | +01:19:01 |
| Etap ukończyło 149 motocykli |                    |         |           |  |         |                        |         |           |

- Zdobywca 2. miejsca  Cyril Despres otrzymał karę doliczenia 10 minut do czasu etapu (spadek na 9. miejsce).

| Miejsce                      | Klasyfikacja etapu | Marka   | Czas      |  | Miejsce | Klasyfikacja generalna | Marka   | Czas      |
| ---------------------------- | ------------------ | ------- | --------- |  | ------- | ---------------------- | ------- | --------- |
| 1                            | José Gonçalves     | BMW     | 05:12:23  |  | 1       | Marc Coma              | KTM     | 16:59:33  |
| 2                            | Francisco Contardo | Aprilia | +00:02:18 |  | 2       | Cyril Despres          | KTM     | +00:10:14 |
| 3                            | Frans Verhoeven    | BMW     | +00:02:19 |  | 3       | Francisco Contardo     | Aprilia | +00:18:32 |
|                              |                    |         |           |  |         |                        |         |           |
| 19                           | Jacek Czachor      | KTM     | +00:33:56 |  | 19      | Jacek Czachor          | KTM     | +01:48:59 |
| 23                           | Marek Dąbrowski    | KTM     | +00:43:09 |  | 21      | Marek Dąbrowski        | KTM     | +01:51:41 |
| Etap ukończyło 122 motocykle |                    |         |           |  |         |                        |         |           |

| Miejsce                      | Klasyfikacja etapu | Marka  | Czas      |  | Miejsce | Klasyfikacja generalna | Marka   | Czas      |
| ---------------------------- | ------------------ | ------ | --------- |  | ------- | ---------------------- | ------- | --------- |
| 1                            | Hélder Rodrigues   | Yamaha | 05:36:17  |  | 1       | Marc Coma              | KTM     | 22:40:20  |
| 2                            | Cyril Despres      | KTM    | +00:03:04 |  | 2       | Cyril Despres          | KTM     | +00:08:48 |
| 3                            | Marc Coma          | KTM    | +00:04:30 |  | 3       | Francisco Contardo     | Aprilia | +00:22:12 |
|                              |                    |        |           |  |         |                        |         |           |
| 20                           | Jacek Czachor      | KTM    | +00:37:10 |  | 17      | Jacek Czachor          | KTM     | +02:21:39 |
| 21                           | Marek Dąbrowski    | KTM    | +00:42:08 |  | 18      | Marek Dąbrowski        | KTM     | +02:29:19 |
| Etap ukończyło 118 motocykli |                    |        |           |  |         |                        |         |           |

| Miejsce                      | Klasyfikacja etapu | Marka | Czas      |  | Miejsce | Klasyfikacja generalna | Marka | Czas      |
| ---------------------------- | ------------------ | ----- | --------- |  | ------- | ---------------------- | ----- | --------- |
| 1                            | Francisco Contardo | KTM   | 03:29:45  |  | 1       | Marc Coma              | KTM   | 26:13:50  |
| 2                            | Cyril Despres      | KTM   | +00:02:21 |  | 2       | Cyril Despres          | KTM   | +00:07:24 |
| 3                            | Marc Coma          | KTM   | +00:03:45 |  | 3       | Francisco Contardo     | KTM   | +00:18:27 |
|                              |                    |       |           |  |         |                        |       |           |
| 23                           | Jacek Czachor      | KTM   | +00:41:45 |  | 17      | Jacek Czachor          | KTM   | +02:59:39 |
| 26                           | Marek Dąbrowski    | KTM   | +00:46:19 |  | 25      | Marek Dąbrowski        | KTM   | +03:11:53 |
| Etap ukończyło 110 motocykli |                    |       |           |  |         |                        |       |           |

| Miejsce                     | Klasyfikacja etapu | Marka | Czas      |  | Miejsce | Klasyfikacja generalna | Marka | Czas      |
| --------------------------- | ------------------ | ----- | --------- |  | ------- | ---------------------- | ----- | --------- |
| 1                           | Marc Coma          | KTM   | 06:05:02  |  | 1       | Marc Coma              | KTM   | 32:18:52  |
| 2                           | Cyril Despres      | KTM   | +00:01:55 |  | 2       | Cyril Despres          | KTM   | +00:09:19 |
| 3                           | Francisco Contardo | KTM   | +00:04:21 |  | 3       | Francisco Contardo     | KTM   | +00:22:48 |
|                             |                    |       |           |  |         |                        |       |           |
| 17                          | Jacek Czachor      | KTM   | +00:52:05 |  | 14      | Jacek Czachor          | KTM   | +03:51:44 |
| 24                          | Marek Dąbrowski    | KTM   | +01:03:58 |  | 16      | Marek Dąbrowski        | KTM   | +04:15:51 |
| Etap ukończyło 99 motocykli |                    |       |           |  |         |                        |       |           |

| Miejsce                      | Klasyfikacja etapu | Marka  | Czas      |  | Miejsce | Klasyfikacja generalna | Marka | Czas      |
| ---------------------------- | ------------------ | ------ | --------- |  | ------- | ---------------------- | ----- | --------- |
| 1                            | Jonah Street       | Yamaha | 03:06:56  |  | 1       | Marc Coma              | KTM   | 35:32:56  |
| 2                            | Frans Verhoeven    | BMW    | +00:03:38 |  | 2       | Cyril Despres          | KTM   | +00:08:14 |
| 3                            | David Casteu       | Sherco | +00:03:40 |  | 3       | Francisco Contardo     | KTM   | +00:23:33 |
|                              |                    |        |           |  |         |                        |       |           |
| 16                           | Jacek Czachor      | KTM    | +00:11:13 |  | 15      | Jacek Czachor          | KTM   | +03:55:49 |
| 31                           | Marek Dąbrowski    | KTM    | +00:25:15 |  | 16      | Marek Dąbrowski        | KTM   | +04:33:58 |
| Etap ukończyło 103 motocykle |                    |        |           |  |         |                        |       |           |

| Miejsce                     | Klasyfikacja etapu | Marka | Czas      |  | Miejsce | Klasyfikacja generalna | Marka | Czas      |
| --------------------------- | ------------------ | ----- | --------- |  | ------- | ---------------------- | ----- | --------- |
| 1                           | Marc Coma          | KTM   | 03:06:35  |  | 1       | Marc Coma              | KTM   | 38:39:31  |
| 2                           | Cyril Despres      | KTM   | +00:09:56 |  | 2       | Cyril Despres          | KTM   | +00:18:10 |
| 3                           | Ruben Faria        | KTM   | +00:13:22 |  | 3       | Francisco Contardo     | KTM   | +00:45:16 |
|                             |                    |       |           |  |         |                        |       |           |
| 23                          | Marek Dąbrowski    | KTM   | +00:42:05 |  | 13      | Jacek Czachor          | KTM   | +04:45:34 |
| 31                          | Jacek Czachor      | KTM   | +00:49:55 |  | 15      | Marek Dąbrowski        | KTM   | +05:16:03 |
| Etap ukończyło 95 motocykli |                    |       |           |  |         |                        |       |           |

| Miejsce                     | Klasyfikacja etapu | Marka | Czas      |  | Miejsce | Klasyfikacja generalna | Marka | Czas      |
| --------------------------- | ------------------ | ----- | --------- |  | ------- | ---------------------- | ----- | --------- |
| 1                           | Cyril Despres      | KTM   | 04:33:13  |  | 1       | Marc Coma              | KTM   | 43:14:55  |
| 2                           | Marc Coma          | KTM   | +00:02:11 |  | 2       | Cyril Despres          | KTM   | +00:15:59 |
| 3                           | Francisco Contardo | KTM   | +00:06:19 |  | 3       | Francisco Contardo     | KTM   | +00:49:24 |
|                             |                    |       |           |  |         |                        |       |           |
| 19                          | Jacek Czachor      | KTM   | +00:35:33 |  | 13      | Jacek Czachor          | KTM   | +05:19:06 |
| 30                          | Marek Dąbrowski    | KTM   | +00:52:18 |  | 17      | Marek Dąbrowski        | KTM   | +06:06:10 |
| Etap ukończyło 91 motocykli |                    |       |           |  |         |                        |       |           |

| Miejsce                     | Klasyfikacja etapu | Marka  | Czas      |  | Miejsce | Klasyfikacja generalna | Marka | Czas      |
| --------------------------- | ------------------ | ------ | --------- |  | ------- | ---------------------- | ----- | --------- |
| 1                           | Marc Coma          | KTM    | 06:42:42  |  | 1       | Marc Coma              | KTM   | 49:57:37  |
| 2                           | Cyril Despres      | KTM    | +00:00:37 |  | 2       | Cyril Despres          | KTM   | +00:16:36 |
| 3                           | Hélder Rodrigues   | Yamaha | +00:07:21 |  | 3       | Francisco Contardo     | KTM   | +00:59:27 |
|                             |                    |        |           |  |         |                        |       |           |
| 16                          | Jacek Czachor      | KTM    | +00:52:13 |  | 11      | Jacek Czachor          | KTM   | +06:11:19 |
| 25                          | Marek Dąbrowski    | KTM    | +01:16:57 |  | 16      | Marek Dąbrowski        | KTM   | +07:23:07 |
| Etap ukończyło 83 motocykle |                    |        |           |  |         |                        |       |           |

- zdobywca 5. miejsca  Quinn Alexis Cody (Honda) otrzymał karę doliczenia 8 minut do czasu etapu (spadek na 8. miejsce)
- zdobywca 25. miejsca  Daniel Schroder (KTM) otrzymał karę doliczenia 10 minut do czasu etapu (spadek na 30. miejsce)
- zdobywca 26. miejsca  Hans-jos Liefhebber (KTM) otrzymał karę doliczenia 5 minut do czasu etapu (spadek na 28. miejsce)
- zdobywca 27. miejsca  Marek Dąbrowski (KTM) otrzymał karę doliczenia 3 minut do czasu etapu (awans na 25. miejsce w związku z karami jakie otrzymali  Liefhebber i  Schroder)

| Miejsce                     | Klasyfikacja etapu | Marka  | Czas      |  | Miejsce | Klasyfikacja generalna | Marka  | Czas      |
| --------------------------- | ------------------ | ------ | --------- |  | ------- | ---------------------- | ------ | --------- |
| 1                           | Frans Verhoeven    | BMW    | 01:25:07  |  | 1       | Marc Coma              | KTM    | 51:25:00  |
| 2                           | Hélder Rodrigues   | Yamaha | +00:00:05 |  | 2       | Cyril Despres          | KTM    | +00:15:04 |
| 3                           | Jean De Azevedo    | KTM    | +00:00:19 |  | 3       | Hélder Rodrigues       | Yamaha | +01:40:20 |
|                             |                    |        |           |  |         |                        |        |           |
| 9                           | Jacek Czachor      | KTM    | +00:04:38 |  | 11      | Jacek Czachor          | KTM    | +06:13:41 |
| 12                          | Marek Dąbrowski    | KTM    | +00:05:49 |  | 16      | Marek Dąbrowski        | KTM    | +07:26:40 |
| Etap ukończyło 94 motocykle |                    |        |           |  |         |                        |        |           |

### Quady
| Pierwszego dnia rozegrano etap pokazowy bez pomiaru czasu. Miał na celu zaprezentowanie uczestników oraz ich dojazd do miejsca startu czasówki. |

| Miejsce                  | Klasyfikacja etapu | Marka  | Czas      |  | Miejsce | Klasyfikacja generalna | Marka  | Czas      |
| ------------------------ | ------------------ | ------ | --------- |  | ------- | ---------------------- | ------ | --------- |
| 1                        | Josef Macháček     | Yamaha | 02:14:07  |  | 1       | Josef Macháček         | Yamaha | 02:14:07  |
| 2                        | Martin Plechatý    | Yamaha | +00:01:06 |  | 2       | Martin Plechatý        | Yamaha | +00:01:06 |
| 3                        | Sebastian Halpern  | Yamaha | +00:03:04 |  | 3       | Sebastian Halpern      | Yamaha | +00:03:04 |
|                          |                    |        |           |  |         |                        |        |           |
| 10                       | Łukasz Łaskawiec   | Yamaha | +00:14:31 |  | 10      | Łukasz Łaskawiec       | Yamaha | +00:14:31 |
| Etap ukończyło 28 quadów |                    |        |           |  |         |                        |        |           |

| Miejsce                  | Klasyfikacja etapu   | Marka  | Czas      |  | Miejsce | Klasyfikacja generalna | Marka  | Czas      |
| ------------------------ | -------------------- | ------ | --------- |  | ------- | ---------------------- | ------ | --------- |
| 1                        | Alejandro Patronelli | Yamaha | 03:40:35  |  | 1       | Josef Macháček         | Yamaha | 05:55:05  |
| 2                        | Tomas Maffei         | Yamaha | +00:04:21 |  | 2       | Alejandro Patronelli   | Yamaha | +00:05:01 |
| 3                        | Sebastian Halpern    | Yamaha | +00:05:04 |  | 3       | Sebastian Halpern      | Yamaha | +00:07:45 |
|                          |                      |        |           |  |         |                        |        |           |
| 28                       | Łukasz Łaskawiec     | Yamaha | +02:47:48 |  | 24      | Łukasz Łaskawiec       | Yamaha | +03:00:56 |
| Etap ukończyło 28 quadów |                      |        |           |  |         |                        |        |           |

- zdobywca 2. miejsca  Josef Macháček otrzymał karę doliczenia 11 minut do czasu etapu (spadek na 6. miejsce).
- Łukasz Łaskawiec otrzymał karę doliczenia 1 minuty do czasu etapu.

| Miejsce                  | Klasyfikacja etapu   | Marka  | Czas      |  | Miejsce | Klasyfikacja generalna | Marka  | Czas      |
| ------------------------ | -------------------- | ------ | --------- |  | ------- | ---------------------- | ------ | --------- |
| 1                        | Tomas Maffei         | Yamaha | 04:58:04  |  | 1       | Sebastian Halpern      | Yamaha | 11:02:21  |
| 2                        | Sebastian Halpern    | Yamaha | +00:01:27 |  | 2       | Alejandro Patronelli   | Yamaha | +00:00:12 |
| 3                        | Alejandro Patronelli | Yamaha | +00:04:23 |  | 3       | Tomas Maffei           | Yamaha | +00:02:12 |
|                          |                      |        |           |  |         |                        |        |           |
| 17                       | Łukasz Łaskawiec     | Yamaha | +01:26:11 |  | 20      | Łukasz Łaskawiec       | Yamaha | +04:29:55 |
| Etap ukończyło 27 quadów |                      |        |           |  |         |                        |        |           |

- zdobywca 7. miejsca  Jorge Santamarina otrzymał karę doliczenia 3 minut do czasu etapu.

| Miejsce                  | Klasyfikacja etapu   | Marka  | Czas      |  | Miejsce | Klasyfikacja generalna | Marka  | Czas      |
| ------------------------ | -------------------- | ------ | --------- |  | ------- | ---------------------- | ------ | --------- |
| 1                        | Tomas Maffei         | Yamaha | 02:30:23  |  | 1       | Tomas Maffei           | Yamaha | 13:34:56  |
| 2                        | Alejandro Patronelli | Yamaha | +00:02:54 |  | 2       | Alejandro Patronelli   | Yamaha | +00:00:54 |
| 3                        | Sebastian Halpern    | Yamaha | +00:04:23 |  | 3       | Sebastian Halpern      | Yamaha | +00:02:11 |
|                          |                      |        |           |  |         |                        |        |           |
| 11                       | Łukasz Łaskawiec     | Yamaha | +00:36:08 |  | 17      | Łukasz Łaskawiec       | Yamaha | +04:53:51 |
| Etap ukończyło 21 quadów |                      |        |           |  |         |                        |        |           |

| Miejsce                  | Klasyfikacja etapu   | Marka  | Czas      |  | Miejsce | Klasyfikacja generalna | Marka  | Czas      |
| ------------------------ | -------------------- | ------ | --------- |  | ------- | ---------------------- | ------ | --------- |
| 1                        | Alejandro Patronelli | Yamaha | 06:04:34  |  | 1       | Alejandro Patronelli   | Yamaha | 19:40:24  |
| 2                        | Tomas Maffei         | Yamaha | +00:03:21 |  | 2       | Tomas Maffei           | Yamaha | +00:01:27 |
| 3                        | Martin Plechatý      | Yamaha | +00:36:02 |  | 3       | Sebastian Halpern      | Yamaha | +00:42:55 |
|                          |                      |        |           |  |         |                        |        |           |
| 7                        | Łukasz Łaskawiec     | Yamaha | +01:34:08 |  | 12      | Łukasz Łaskawiec       | Yamaha | +06:25:06 |
| Etap ukończyło 20 quadów |                      |        |           |  |         |                        |        |           |

- Zdobywca 3. miejsca  Josef Macháček otrzymał karę doliczenia 4 godzin do czasu etapu (spadek na 16. miejsce)
- Zdobywca 4. miejsca  Jorge Santamarina otrzymał karę doliczenia 6 godzin do czasu etapu (spadek na ostatnie, 20. miejsce)
- Zdobywca 5. miejsca  Jose Antonio Blangino otrzymał karę doliczenia 1 godziny do czasu etapu (spadek na 9. miejsce).

| Miejsce                  | Klasyfikacja etapu   | Marka  | Czas      |  | Miejsce | Klasyfikacja generalna | Marka  | Czas      |
| ------------------------ | -------------------- | ------ | --------- |  | ------- | ---------------------- | ------ | --------- |
| 1                        | Alejandro Patronelli | Yamaha | 06:41:33  |  | 1       | Alejandro Patronelli   | Yamaha | 26:21:57  |
| 2                        | Tomas Maffei         | Yamaha | +00:15:04 |  | 2       | Tomas Maffei           | Yamaha | +00:16:31 |
| 3                        | Josef Macháček       | Yamaha | +00:48:01 |  | 3       | Sebastian Halpern      | Yamaha | +01:48:07 |
|                          |                      |        |           |  |         |                        |        |           |
| 6                        | Łukasz Łaskawiec     | Yamaha | +01:03:10 |  | 10      | Łukasz Łaskawiec       | Yamaha | +07:29:15 |
| Etap ukończyło 17 quadów |                      |        |           |  |         |                        |        |           |

| Miejsce                  | Klasyfikacja etapu   | Marka  | Czas      |  | Miejsce | Klasyfikacja generalna | Marka  | Czas      |
| ------------------------ | -------------------- | ------ | --------- |  | ------- | ---------------------- | ------ | --------- |
| 1                        | Alejandro Patronelli | Yamaha | 07:57:26  |  | 1       | Tomas Maffei           | Yamaha | 31:38:45  |
| 2                        | Łukasz Łaskawiec     | Yamaha | +00:02:10 |  | 2       | Sebastian Halpern      | Yamaha | +00:03:03 |
| 3                        | Jorge Santamarina    | Honda  | +00:06:16 |  | 3       | Sebastian Halpern      | Yamaha | +00:26:45 |
|                          |                      |        |           |  |         |                        |        |           |
|                          |                      |        |           |  | 8       | Łukasz Łaskawiec       | Yamaha | +06:10:23 |
| Etap ukończyło 17 quadów |                      |        |           |  |         |                        |        |           |

| Miejsce                  | Klasyfikacja etapu | Marka  | Czas      |  | Miejsce | Klasyfikacja generalna | Marka  | Czas      |
| ------------------------ | ------------------ | ------ | --------- |  | ------- | ---------------------- | ------ | --------- |
| 1                        | Sebastian Halpern  | Yamaha | 04:01:26  |  | 1       | Alejandro Patronelli   | Yamaha | 39:39:14  |
| 2                        | Josef Macháček     | Yamaha | +00:08:02 |  | 2       | Sebastian Halpern      | Yamaha | +00:58:32 |
| 3                        | Łukasz Łaskawiec   | Yamaha | +00:11:00 |  | 3       | Josef Macháček         | Yamaha | +02:41:48 |
|                          |                    |        |           |  |         |                        |        |           |
|                          |                    |        |           |  | 6       | Łukasz Łaskawiec       | Yamaha | +06:18:00 |
| Etap ukończyło 14 quadów |                    |        |           |  |         |                        |        |           |

| Miejsce                  | Klasyfikacja etapu   | Marka  | Czas      |  | Miejsce | Klasyfikacja generalna | Marka  | Czas      |
| ------------------------ | -------------------- | ------ | --------- |  | ------- | ---------------------- | ------ | --------- |
| 1                        | Alejandro Patronelli | Yamaha | 03:47:27  |  | 1       | Alejandro Patronelli   | Yamaha | 43:26:41  |
| 2                        | Josef Macháček       | Yamaha | +00:05:21 |  | 2       | Sebastian Halpern      | Yamaha | +01:16:23 |
| 3                        | Łukasz Łaskawiec     | Yamaha | +00:10:15 |  | 3       | Josef Macháček         | Yamaha | +02:47:09 |
|                          |                      |        |           |  |         |                        |        |           |
|                          |                      |        |           |  | 6       | Łukasz Łaskawiec       | Yamaha | +06:28:15 |
| Etap ukończyło 16 quadów |                      |        |           |  |         |                        |        |           |

| Miejsce                  | Klasyfikacja etapu | Marka  | Czas      |  | Miejsce | Klasyfikacja generalna | Marka  | Czas      |
| ------------------------ | ------------------ | ------ | --------- |  | ------- | ---------------------- | ------ | --------- |
| 1                        | Jorge Santamarina  | Honda  | 04:14:49  |  | 1       | Alejandro Patronelli   | Yamaha | 47:46:53  |
| 2                        | Sebastian Halpern  | Yamaha | +00:00:03 |  | 2       | Sebastian Halpern      | Yamaha | +01:11:08 |
| 3                        | Łukasz Łaskawiec   | Yamaha | +00:03:03 |  | 3       | Josef Macháček         | Yamaha | +02:45:56 |
|                          |                    |        |           |  |         |                        |        |           |
|                          |                    |        |           |  | 6       | Łukasz Łaskawiec       | Yamaha | +06:25:55 |
| Etap ukończyło 15 quadów |                    |        |           |  |         |                        |        |           |

| Miejsce                  | Klasyfikacja etapu   | Marka  | Czas      |  | Miejsce | Klasyfikacja generalna | Marka   | Czas      |
| ------------------------ | -------------------- | ------ | --------- |  | ------- | ---------------------- | ------- | --------- |
| 1                        | Sebastian Halpern    | Yamaha | 05:35:30  |  | 1       | Alejandro Patronelli   | Yamaha  | 53:26:59  |
| 2                        | Tomas Maffei         | Yamaha | +00:03:52 |  | 2       | Sebastian Halpern      | Yamaha  | +01:06:32 |
| 3                        | Alejandro Patronelli | Yamaha | +00:04:36 |  | 3       | Christophe Declerk     | Polaris | +06:30:00 |
|                          |                      |        |           |  |         |                        |         |           |
| 4                        | Łukasz Łaskawiec     | Yamaha | +00:09:28 |  | 4       | Łukasz Łaskawiec       | Yamaha  | +06:30:47 |
| Etap ukończyło 13 quadów |                      |        |           |  |         |                        |         |           |

| Miejsce                  | Klasyfikacja etapu | Marka   | Czas      |  | Miejsce | Klasyfikacja generalna | Marka   | Czas      |
| ------------------------ | ------------------ | ------- | --------- |  | ------- | ---------------------- | ------- | --------- |
| 1                        | Christophe Declerk | Polaris | 08:30:07  |  | 1       | Alejandro Patronelli   | Yamaha  | 62:05:24  |
| 2                        | Sebastian Halpern  | Yamaha  | +00:00:14 |  | 2       | Sebastian Halpern      | Yamaha  | +00:58:18 |
| 3                        | Łukasz Łaskawiec   | Yamaha  | +00:02:32 |  | 3       | Christophe Declerk     | Polaris | +06:21:32 |
|                          |                    |         |           |  |         |                        |         |           |
|                          |                    |         |           |  | 4       | Łukasz Łaskawiec       | Yamaha  | +06:24:51 |
| Etap ukończyło 12 quadów |                    |         |           |  |         |                        |         |           |

| Miejsce                  | Klasyfikacja etapu   | Marka   | Czas      |  | Miejsce | Klasyfikacja generalna | Marka  | Czas      |
| ------------------------ | -------------------- | ------- | --------- |  | ------- | ---------------------- | ------ | --------- |
| 1                        | Łukasz Łaskawiec     | Yamaha  | 01:35:00  |  | 1       | Alejandro Patronelli   | Yamaha | 63:49:47  |
| 2                        | Christophe Declerk   | Polaris | +00:04:11 |  | 2       | Sebastian Halpern      | Yamaha | +00:53:59 |
| 3                        | Alejandro Patronelli | Yamaha  | +00:07:13 |  | 3       | Łukasz Łaskawiec       | Yamaha | +06:17:38 |
| Etap ukończyło 12 quadów |                      |         |           |  |         |                        |        |           |

### Samochody
| Pierwszego dnia rozegrano etap pokazowy bez pomiaru czasu. Miał na celu zaprezentowanie uczestników oraz ich dojazd do miejsca startu czasówki. |

| Miejsce                       | Klasyfikacja etapu                     | Marka      | Czas      |  | Miejsce | Klasyfikacja generalna                 | Marka      | Czas      |
| ----------------------------- | -------------------------------------- | ---------- | --------- |  | ------- | -------------------------------------- | ---------- | --------- |
| 1                             | Carlos Sainz Lucas Cruz                | Volkswagen | 02:18:32  |  | 1       | Carlos Sainz Lucas Cruz                | Volkswagen | 02:18:32  |
| 2                             | Stéphane Peterhansel Jean-Paul Cottret | BMW        | +00:01:31 |  | 2       | Stéphane Peterhansel Jean-Paul Cottret | BMW        | +00:01:31 |
| 3                             | Nasir al-Atijja Timo Gottschalk        | Volkswagen | +00:02:16 |  | 3       | Nasir al-Atijja Timo Gottschalk        | Volkswagen | +00:02:16 |
|                               |                                        |            |           |  |         |                                        |            |           |
| 6                             | Krzysztof Hołowczyc Jean-Marc Fortin   | BMW        | +00:07:07 |  | 6       | Krzysztof Hołowczyc Jean-Marc Fortin   | BMW        | +00:07:07 |
| Etap ukończyło 138 samochodów |                                        |            |           |  |         |                                        |            |           |

| Miejsce                       | Klasyfikacja etapu                     | Marka      | Czas      |  | Miejsce | Klasyfikacja generalna                 | Marka      | Czas      |
| ----------------------------- | -------------------------------------- | ---------- | --------- |  | ------- | -------------------------------------- | ---------- | --------- |
| 1                             | Carlos Sainz Lucas Cruz                | Volkswagen | 03:10:48  |  | 1       | Carlos Sainz Lucas Cruz                | Volkswagen | 05:29:20  |
| 2                             | Nasir al-Atijja Timo Gottschalk        | Volkswagen | +00:01:43 |  | 2       | Stéphane Peterhansel Jean-Paul Cottret | BMW        | +00:03:45 |
| 3                             | Stéphane Peterhansel Jean-Paul Cottret | BMW        | +00:02:14 |  | 3       | Nasir al-Atijja Timo Gottschalk        | Volkswagen | +00:03:59 |
|                               |                                        |            |           |  |         |                                        |            |           |
| 6                             | Krzysztof Hołowczyc Jean-Marc Fortin   | BMW        | 00:09:37  |  | 5       | Krzysztof Hołowczyc Jean-Marc Fortin   | BMW        | +00:16:44 |
| Etap ukończyło 135 samochodów |                                        |            |           |  |         |                                        |            |           |

| Miejsce                      | Klasyfikacja etapu                     | Marka      | Czas      |  | Miejsce | Klasyfikacja generalna                 | Marka      | Czas      |
| ---------------------------- | -------------------------------------- | ---------- | --------- |  | ------- | -------------------------------------- | ---------- | --------- |
| 1                            | Nasir al-Atijja Timo Gottschalk        | Volkswagen | 03:42:20  |  | 1       | Carlos Sainz Lucas Cruz                | Volkswagen | 09:12:05  |
| 2                            | Carlos Sainz Lucas Cruz                | Volkswagen | +00:00:25 |  | 2       | Nasir al-Atijja Timo Gottschalk        | Volkswagen | +00:03:34 |
| 3                            | Stéphane Peterhansel Jean-Paul Cottret | BMW        | +00:00:59 |  | 3       | Stéphane Peterhansel Jean-Paul Cottret | BMW        | +00:04:19 |
|                              |                                        |            |           |  |         |                                        |            |           |
| 4                            | Krzysztof Hołowczyc Jean-Marc Fortin   | BMW        | +00:05:30 |  | 5       | Krzysztof Hołowczyc Jean-Marc Fortin   | BMW        | +00:21:49 |
| Etap ukończyło 104 samochody |                                        |            |           |  |         |                                        |            |           |

| Miejsce                       | Klasyfikacja etapu                     | Marka      | Czas      |  | Miejsce | Klasyfikacja generalna                 | Marka      | Czas      |
| ----------------------------- | -------------------------------------- | ---------- | --------- |  | ------- | -------------------------------------- | ---------- | --------- |
| 1                             | Carlos Sainz Lucas Cruz                | Volkswagen | 01:57:09  |  | 1       | Carlos Sainz Lucas Cruz                | Volkswagen | 11:09:14  |
| 2                             | Nasir al-Atijja Timo Gottschalk        | Volkswagen | +00:00:50 |  | 2       | Nasir al-Atijja Timo Gottschalk        | Volkswagen | +00:03:24 |
| 3                             | Stéphane Peterhansel Jean-Paul Cottret | BMW        | +00:01:22 |  | 3       | Stéphane Peterhansel Jean-Paul Cottret | BMW        | +00:05:41 |
|                               |                                        |            |           |  |         |                                        |            |           |
| 8                             | Krzysztof Hołowczyc Jean-Marc Fortin   | BMW        | +00:05:56 |  | 5       | Krzysztof Hołowczyc Jean-Marc Fortin   | BMW        | +00:27:45 |
| Etap ukończyło 117 samochodów |                                        |            |           |  |         |                                        |            |           |

| Miejsce                      | Klasyfikacja etapu                     | Marka      | Czas      |  | Miejsce | Klasyfikacja generalna                 | Marka      | Czas      |
| ---------------------------- | -------------------------------------- | ---------- | --------- |  | ------- | -------------------------------------- | ---------- | --------- |
| 1                            | Stéphane Peterhansel Jean-Paul Cottret | BMW        | 04:33:13  |  | 1       | Carlos Sainz Lucas Cruz                | Volkswagen | 15:45:48  |
| 2                            | Nasir al-Atijja Timo Gottschalk        | Volkswagen | +00:01:24 |  | 2       | Stéphane Peterhansel Jean-Paul Cottret | BMW        | +00:02:26 |
| 3                            | Carlos Sainz Lucas Cruz                | Volkswagen | +00:03:15 |  | 3       | Nasir al-Atijja Timo Gottschalk        | Volkswagen | +00:02:33 |
|                              |                                        |            |           |  |         |                                        |            |           |
| 6                            | Krzysztof Hołowczyc Jean-Marc Fortin   | BMW        | +00:23:23 |  | 5       | Krzysztof Hołowczyc Jean-Marc Fortin   | BMW        | +00:47:53 |
| Etap ukończyło 60 samochodów |                                        |            |           |  |         |                                        |            |           |

| Miejsce                      | Klasyfikacja etapu                    | Marka      | Czas      |  | Miejsce | Klasyfikacja generalna                 | Marka      | Czas      |
| ---------------------------- | ------------------------------------- | ---------- | --------- |  | ------- | -------------------------------------- | ---------- | --------- |
| 1                            | Carlos Sainz Lucas Cruz               | Volkswagen | 04:53:53  |  | 1       | Carlos Sainz Lucas Cruz                | Volkswagen | 20:39:41  |
| 2                            | Nasir al-Atijja Timo Gottschalk       | Volkswagen | +00:00:09 |  | 2       | Nasir al-Atijja Timo Gottschalk        | Volkswagen | +00:02:42 |
| 3                            | Giniel de Villiers Dirk von Zitzewitz | Volkswagen | +00:09:49 |  | 3       | Stéphane Peterhansel Jean-Paul Cottret | BMW        | +00:14:51 |
|                              |                                       |            |           |  |         |                                        |            |           |
| 6                            | Krzysztof Hołowczyc Jean-Marc Fortin  | BMW        | +00:25:26 |  | 5       | Krzysztof Hołowczyc Jean-Marc Fortin   | BMW        | +01:13:19 |
| Etap ukończyło 71 samochodów |                                       |            |           |  |         |                                        |            |           |

| Miejsce                      | Klasyfikacja etapu                    | Marka      | Czas      |  | Miejsce | Klasyfikacja generalna                 | Marka      | Czas      |
| ---------------------------- | ------------------------------------- | ---------- | --------- |  | ------- | -------------------------------------- | ---------- | --------- |
| 1                            | Nasir al-Atijja Timo Gottschalk       | Volkswagen | 02:40:57  |  | 1       | Carlos Sainz Lucas Cruz                | Volkswagen | 23:21:58  |
| 2                            | Carlos Sainz Lucas Cruz               | Volkswagen | +00:01:20 |  | 2       | Nasir al-Atijja Timo Gottschalk        | Volkswagen | +00:01:22 |
| 3                            | Giniel de Villiers Dirk von Zitzewitz | Volkswagen | +00:02:56 |  | 3       | Stéphane Peterhansel Jean-Paul Cottret | BMW        | +00:21:11 |
|                              |                                       |            |           |  |         |                                        |            |           |
| 5                            | Krzysztof Hołowczyc Jean-Marc Fortin  | BMW        | +00:17:00 |  | 5       | Krzysztof Hołowczyc Jean-Marc Fortin   | BMW        | +01:28:59 |
| Etap ukończyło 78 samochodów |                                       |            |           |  |         |                                        |            |           |

| Miejsce                     | Klasyfikacja etapu                    | Marka      | Czas      |  | Miejsce | Klasyfikacja generalna                | Marka      | Czas      |
| --------------------------- | ------------------------------------- | ---------- | --------- |  | ------- | ------------------------------------- | ---------- | --------- |
| 1                           | Nasir al-Atijja Timo Gottschalk       | Volkswagen | 05:12:30  |  | 1       | Nasir al-Atijja Timo Gottschalk       | Volkswagen | 28:43:50  |
| 2                           | Carlos Sainz Lucas Cruz               | Volkswagen | +00:06:36 |  | 2       | Carlos Sainz Lucas Cruz               | Volkswagen | +00:05:14 |
| 3                           | Giniel de Villiers Dirk von Zitzewitz | Volkswagen | +00:48:45 |  | 3       | Giniel de Villiers Dirk von Zitzewitz | Volkswagen | +00:21:11 |
|                             |                                       |            |           |  |         |                                       |            |           |
| 11                          | Krzysztof Hołowczyc Jean-Marc Fortin  | BMW        | +02:11:22 |  | 6       | Krzysztof Hołowczyc Jean-Marc Fortin  | BMW        | +03:38:59 |
| Etap ukończyło 34 samochody |                                       |            |           |  |         |                                       |            |           |

- Zdobywcy 9. miejsca  Christian Lavieille/ Jean-Michael Polato (Nissan) otrzymali karę dodania do czasu 36 minut (spadek na 10. miejsce)

| Miejsce                      | Klasyfikacja etapu                    | Marka      | Czas      |  | Miejsce | Klasyfikacja generalna                | Marka      | Czas      |
| ---------------------------- | ------------------------------------- | ---------- | --------- |  | ------- | ------------------------------------- | ---------- | --------- |
| 1                            | Carlos Sainz Lucas Cruz               | Volkswagen | 02:14:39  |  | 1       | Nasir al-Atijja Timo Gottschalk       | Volkswagen | 31:00:25  |
| 2                            | Nasir al-Atijja Timo Gottschalk       | Volkswagen | +00:01:56 |  | 2       | Carlos Sainz Lucas Cruz               | Volkswagen | +00:03:18 |
| 3                            | Giniel de Villiers Dirk von Zitzewitz | Volkswagen | +00:09:02 |  | 3       | Giniel de Villiers Dirk von Zitzewitz | Volkswagen | +00:55:51 |
|                              |                                       |            |           |  |         |                                       |            |           |
| 6                            | Krzysztof Hołowczyc Jean-Marc Fortin  | BMW        | +00:17:05 |  | 6       | Krzysztof Hołowczyc Jean-Marc Fortin  | BMW        | +03:54:08 |
| Etap ukończyło 61 samochodów |                                       |            |           |  |         |                                       |            |           |

| Miejsce                      | Klasyfikacja etapu                     | Marka      | Czas      |  | Miejsce | Klasyfikacja generalna                | Marka      | Czas      |
| ---------------------------- | -------------------------------------- | ---------- | --------- |  | ------- | ------------------------------------- | ---------- | --------- |
| 1                            | Giniel de Villiers Dirk von Zitzewitz  | Volkswagen | 02:53:15  |  | 1       | Nasir al-Atijja Timo Gottschalk       | Volkswagen | 34:02:34  |
| 2                            | Krzysztof Hołowczyc Jean-Marc Fortin   | BMW        | +00:04:23 |  | 2       | Carlos Sainz Lucas Cruz               | Volkswagen | +00:12:37 |
| 3                            | Stéphane Peterhansel Jean-Paul Cottret | BMW        | +00:05:38 |  | 3       | Giniel de Villiers Dirk von Zitzewitz | Volkswagen | +00:46:57 |
|                              |                                        |            |           |  |         |                                       |            |           |
|                              |                                        |            |           |  | 6       | Krzysztof Hołowczyc Jean-Marc Fortin  | BMW        | +03:49:37 |
| Etap ukończyło 55 samochodów |                                        |            |           |  |         |                                       |            |           |

| Miejsce                     | Klasyfikacja etapu                     | Marka      | Czas      |  | Miejsce | Klasyfikacja generalna                | Marka      | Czas      |
| --------------------------- | -------------------------------------- | ---------- | --------- |  | ------- | ------------------------------------- | ---------- | --------- |
| 1                           | Nasir al-Atijja Timo Gottschalk        | Volkswagen | 04:17:27  |  | 1       | Nasir al-Atijja Timo Gottschalk       | Volkswagen | 38:20:01  |
| 2                           | Stéphane Peterhansel Jean-Paul Cottret | BMW        | +00:01:13 |  | 2       | Giniel de Villiers Dirk von Zitzewitz | Volkswagen | +00:51:49 |
| 3                           | Giniel de Villiers Dirk von Zitzewitz  | Volkswagen | +00:04:52 |  | 3       | Carlos Sainz Lucas Cruz               | Volkswagen | +01:27:27 |
|                             |                                        |            |           |  |         |                                       |            |           |
| 4                           | Krzysztof Hołowczyc Jean-Marc Fortin   | BMW        | +00:13:17 |  | 5       | Krzysztof Hołowczyc Jean-Marc Fortin  | BMW        | +04:02:54 |
| Etap ukończyło 52 samochody |                                        |            |           |  |         |                                       |            |           |

| Miejsce                      | Klasyfikacja etapu                    | Marka      | Czas      |  | Miejsce | Klasyfikacja generalna                | Marka      | Czas      |
| ---------------------------- | ------------------------------------- | ---------- | --------- |  | ------- | ------------------------------------- | ---------- | --------- |
| 1                            | Carlos Sainz Lucas Cruz               | Volkswagen | 05:37:18  |  | 1       | Nasir al-Atijja Timo Gottschalk       | Volkswagen | 44:03:30  |
| 2                            | Giniel de Villiers Dirk von Zitzewitz | Volkswagen | +00:02:43 |  | 2       | Giniel de Villiers Dirk von Zitzewitz | Volkswagen | +00:48:21 |
| 3                            | Nasir al-Atijja Timo Gottschalk       | Volkswagen | +00:06:11 |  | 3       | Carlos Sainz Lucas Cruz               | Volkswagen | +01:21:16 |
|                              |                                       |            |           |  |         |                                       |            |           |
| 5                            | Krzysztof Hołowczyc Jean-Marc Fortin  | BMW        | +00:13:51 |  | 5       | Krzysztof Hołowczyc Jean-Marc Fortin  | BMW        | +04:10:34 |
| Etap ukończyło 47 samochodów |                                       |            |           |  |         |                                       |            |           |

| Miejsce                      | Klasyfikacja etapu                   | Marka      | Czas      |  | Miejsce | Klasyfikacja generalna                | Marka      | Czas      |
| ---------------------------- | ------------------------------------ | ---------- | --------- |  | ------- | ------------------------------------- | ---------- | --------- |
| 1                            | Carlos Sainz Lucas Cruz              | Volkswagen | 01:16:08  |  | 1       | Nasir al-Atijja Timo Gottschalk       | Volkswagen | 45:16:16  |
| 2                            | Nasir al-Atijja Timo Gottschalk      | Volkswagen | +00:00:38 |  | 2       | Giniel de Villiers Dirk von Zitzewitz | Volkswagen | +00:49:41 |
| 3                            | Krzysztof Hołowczyc Jean-Marc Fortin | BMW        | +00:01:25 |  | 3       | Carlos Sainz Lucas Cruz               | Volkswagen | +01:22:38 |
|                              |                                      |            |           |  |         |                                       |            |           |
|                              |                                      |            |           |  | 5       | Krzysztof Hołowczyc Jean-Marc Fortin  | BMW        | +04:11:21 |
| Etap ukończyło 50 samochodów |                                      |            |           |  |         |                                       |            |           |

### Ciężarówki
| Pierwszego dnia rozegrano etap pokazowy bez pomiaru czasu. Miał na celu zaprezentowanie uczestników oraz ich dojazd do miejsca startu czasówki. |

| Miejsce                      | Klasyfikacja etapu                                   | Marka | Czas      |  | Miejsce | Klasyfikacja generalna                               | Marka | Czas      |
| ---------------------------- | ---------------------------------------------------- | ----- | --------- |  | ------- | ---------------------------------------------------- | ----- | --------- |
| 1                            | Władimir Czagin Siergiej Sawostin Ildar Szajsułtanow | Kamaz | 02:44:22  |  | 1       | Władimir Czagin Siergiej Sawostin Ildar Szajsułtanow | Kamaz | 02:44:22  |
| 2                            | Aleš Loprais Milan Holan Josef Kalina                | Tatra | +00:04:41 |  | 2       | Aleš Loprais Milan Holan Josef Kalina                | Tatra | +00:04:41 |
| 3                            | Firdaus Kabirow Ajdar Bielajew Andriej Mokiejew      | Kamaz | +00:05:52 |  | 3       | Firdaus Kabirow Ajdar Bielajew Andriej Mokiejew      | Kamaz | +00:05:52 |
|                              |                                                      |       |           |  |         |                                                      |       |           |
| 37                           | Grzegorz Baran Rafał Marton                          | MAN   | +00:56:57 |  | 37      | Grzegorz Baran Rafał Marton                          | MAN   | +00:56:57 |
| Etap ukończyło 63 ciężarówki |                                                      |       |           |  |         |                                                      |       |           |

- Załoga  Gerard de Rooy /  Tom Cousoul /  Dariusz Rodewald (Iveco) nie została sklasyfikowana na mecie odcinka.

| Miejsce                      | Klasyfikacja etapu                              | Marka | Czas      |  | Miejsce | Klasyfikacja generalna                               | Marka | Czas      |
| ---------------------------- | ----------------------------------------------- | ----- | --------- |  | ------- | ---------------------------------------------------- | ----- | --------- |
| 1                            | Firdaus Kabirow Ajdar Bielajew Andriej Mokiejew | Kamaz | 03:50:46  |  | 1       | Firdaus Kabirow Ajdar Bielajew Andriej Mokiejew      | Kamaz | 06:41:00  |
| 2                            | Aleš Loprais Milan Holan Josef Kalina           | Tatra | +00:01:20 |  | 2       | Aleš Loprais Milan Holan Josef Kalina                | Tatra | +00:00:09 |
| 3                            | Franz Echter Detlef Ruf Artur Klein             | Ginaf | +00:05:09 |  | 3       | Władimir Czagin Siergiej Sawostin Ildar Szajsułtanow | Kamaz | +00:00:22 |
|                              |                                                 |       |           |  |         |                                                      |       |           |
| 52                           | Grzegorz Baran Rafał Marton                     | MAN   | +01:34:35 |  | 46      | Grzegorz Baran Rafał Marton                          | MAN   | +02:25:40 |
| Etap ukończyło 60 ciężarówek |                                                 |       |           |  |         |                                                      |       |           |

| Miejsce                      | Klasyfikacja etapu                                   | Marka | Czas      |  | Miejsce | Klasyfikacja generalna                               | Marka | Czas      |
| ---------------------------- | ---------------------------------------------------- | ----- | --------- |  | ------- | ---------------------------------------------------- | ----- | --------- |
| 1                            | Władimir Czagin Siergiej Sawostin Ildar Szajsułtanow | Kamaz | 02:57:36  |  | 1       | Władimir Czagin Siergiej Sawostin Ildar Szajsułtanow | Kamaz | 09:38:58  |
| 2                            | Firdaus Kabirow Ajdar Bielajew Andriej Mokiejew      | Kamaz | +00:06:45 |  | 2       | Firdaus Kabirow Ajdar Bielajew Andriej Mokiejew      | Kamaz | +00:06:23 |
| 3                            | Aleš Loprais Milan Holan Josef Kalina                | Tatra | +00:06:50 |  | 3       | Aleš Loprais Milan Holan Josef Kalina                | Tatra | +00:06:37 |
|                              |                                                      |       |           |  |         |                                                      |       |           |
| 32                           | Grzegorz Baran Rafał Marton                          | MAN   | +01:26:58 |  | 32      | Grzegorz Baran Rafał Marton                          | MAN   | +03:50:16 |
| Etap ukończyło 59 ciężarówek |                                                      |       |           |  |         |                                                      |       |           |

| Miejsce                      | Klasyfikacja etapu                                   | Marka | Czas      |  | Miejsce | Klasyfikacja generalna                               | Marka | Czas      |
| ---------------------------- | ---------------------------------------------------- | ----- | --------- |  | ------- | ---------------------------------------------------- | ----- | --------- |
| 1                            | Władimir Czagin Siergiej Sawostin Ildar Szajsułtanow | Kamaz | 02:10:18  |  | 1       | Władimir Czagin Siergiej Sawostin Ildar Szajsułtanow | Kamaz | 11:49:16  |
| 2                            | Firdaus Kabirow Ajdar Bielajew Andriej Mokiejew      | Kamaz | +00:02:18 |  | 2       | Firdaus Kabirow Ajdar Bielajew Andriej Mokiejew      | Kamaz | +00:08:41 |
| 3                            | Aleš Loprais Milan Holan Josef Kalina                | Tatra | +00:05:59 |  | 3       | Aleš Loprais Milan Holan Josef Kalina                | Tatra | +00:12:36 |
|                              |                                                      |       |           |  |         |                                                      |       |           |
| 31                           | Grzegorz Baran Rafał Marton                          | MAN   | +00:56:58 |  | 31      | Grzegorz Baran Rafał Marton                          | MAN   | +04:47:14 |
| Etap ukończyło 43 ciężarówki |                                                      |       |           |  |         |                                                      |       |           |

| Miejsce                      | Klasyfikacja etapu                                     | Marka | Czas      |  | Miejsce | Klasyfikacja generalna                               | Marka | Czas      |
| ---------------------------- | ------------------------------------------------------ | ----- | --------- |  | ------- | ---------------------------------------------------- | ----- | --------- |
| 1                            | Firdaus Kabirow Ajdar Bielajew Andriej Mokiejew        | Kamaz | 05:41:11  |  | 1       | Firdaus Kabirow Ajdar Bielajew Andriej Mokiejew      | Kamaz | 17:39:08  |
| 2                            | Euard Nikołajew Wiaczesław Mizjukajew Władimir Rybakow | Kamaz | +00:20:05 |  | 2       | Władimir Czagin Siergiej Sawostin Ildar Szajsułtanow | Kamaz | +00:13:26 |
| 3                            | Aleš Loprais Milan Holan Josef Kalina                  | Tatra | +00:21:25 |  | 3       | Aleš Loprais Milan Holan Josef Kalina                | Tatra | +00:25:20 |
| Etap ukończyło 25 ciężarówek |                                                        |       |           |  |         |                                                      |       |           |

- Załoga  Grzegorz Baran /  Rafał Marton (MAN) nie została sklasyfikowana na mecie odcinka.

| Miejsce                      | Klasyfikacja etapu                                   | Marka | Czas      |  | Miejsce | Klasyfikacja generalna                               | Marka | Czas      |
| ---------------------------- | ---------------------------------------------------- | ----- | --------- |  | ------- | ---------------------------------------------------- | ----- | --------- |
| 1                            | Aleš Loprais Milan Holan Josef Kalina                | Tatra | 06:00:37  |  | 1       | Firdaus Kabirow Ajdar Bielajew Andriej Mokiejew      | Kamaz | 23:43:30  |
| 2                            | Firdaus Kabirow Ajdar Bielajew Andriej Mokiejew      | Kamaz | +00:03:55 |  | 2       | Władimir Czagin Siergiej Sawostin Ildar Szajsułtanow | Kamaz | +00:19:20 |
| 3                            | Władimir Czagin Siergiej Sawostin Ildar Szajsułtanow | Kamaz | +00:09:39 |  | 3       | Aleš Loprais Milan Holan Josef Kalina                | Tatra | +00:21:25 |
|                              |                                                      |       |           |  |         |                                                      |       |           |
| 26                           | Grzegorz Baran Rafał Marton                          | MAN   | +08:13:58 |  | 24      | Grzegorz Baran Rafał Marton                          | MAN   | +19:24:47 |
| Etap ukończyło 35 ciężarówek |                                                      |       |           |  |         |                                                      |       |           |

| Miejsce                      | Klasyfikacja etapu                                   | Marka | Czas      |  | Miejsce | Klasyfikacja generalna                               | Marka | Czas      |
| ---------------------------- | ---------------------------------------------------- | ----- | --------- |  | ------- | ---------------------------------------------------- | ----- | --------- |
| 1                            | Aleš Loprais Milan Holan Josef Kalina                | Tatra | 02:23:43  |  | 1       | Firdaus Kabirow Ajdar Bielajew Andriej Mokiejew      | Kamaz | 26:13:16  |
| 2                            | Firdaus Kabirow Ajdar Bielajew Andriej Mokiejew      | Kamaz | +00:05:03 |  | 2       | Aleš Loprais Milan Holan Josef Kalina                | Tatra | +00:16:22 |
| 3                            | Władimir Czagin Siergiej Sawostin Ildar Szajsułtanow | Kamaz | +00:14:05 |  | 3       | Władimir Czagin Siergiej Sawostin Ildar Szajsułtanow | Kamaz | +00:28:22 |
|                              |                                                      |       |           |  |         |                                                      |       |           |
| 38                           | Grzegorz Baran Rafał Marton                          | MAN   | +04:18:24 |  | 24      | Grzegorz Baran Rafał Marton                          | MAN   | +23:38:08 |
| Etap ukończyło 42 ciężarówki |                                                      |       |           |  |         |                                                      |       |           |

| Miejsce                      | Klasyfikacja etapu                                     | Marka | Czas      |  | Miejsce | Klasyfikacja generalna                               | Marka | Czas      |
| ---------------------------- | ------------------------------------------------------ | ----- | --------- |  | ------- | ---------------------------------------------------- | ----- | --------- |
| 1                            | Władimir Czagin Siergiej Sawostin Ildar Szajsułtanow   | Kamaz | 06:01:12  |  | 1       | Władimir Czagin Siergiej Sawostin Ildar Szajsułtanow | Kamaz | 32:42:50  |
| 2                            | Firdaus Kabirow Ajdar Bielajew Andriej Mokiejew        | Kamaz | +00:31:49 |  | 2       | Firdaus Kabirow Ajdar Bielajew Andriej Mokiejew      | Kamaz | +00:03:27 |
| 3                            | Euard Nikołajew Wiaczesław Mizjukajew Władimir Rybakow | Kamaz | +00:36:55 |  | 3       | Aleš Loprais Milan Holan Josef Kalina                | Tatra | +00:29:36 |
|                              |                                                        |       |           |  |         |                                                      |       |           |
| 24                           | Grzegorz Baran Rafał Marton                            | MAN   | +05:06:29 |  | 22      | Grzegorz Baran Rafał Marton                          | MAN   | +28:16:15 |
| Etap ukończyło 32 ciężarówki |                                                        |       |           |  |         |                                                      |       |           |

| Miejsce                      | Klasyfikacja etapu                                     | Marka | Czas      |  | Miejsce | Klasyfikacja generalna                                 | Marka | Czas      |
| ---------------------------- | ------------------------------------------------------ | ----- | --------- |  | ------- | ------------------------------------------------------ | ----- | --------- |
| 1                            | Firdaus Kabirow Ajdar Bielajew Andriej Mokiejew        | Kamaz | 02:45:21  |  | 1       | Firdaus Kabirow Ajdar Bielajew Andriej Mokiejew        | Kamaz | 35:31:38  |
| 2                            | Władimir Czagin Siergiej Sawostin Ildar Szajsułtanow   | Kamaz | +00:07:38 |  | 2       | Władimir Czagin Siergiej Sawostin Ildar Szajsułtanow   | Kamaz | +00:04:11 |
| 3                            | Euard Nikołajew Wiaczesław Mizjukajew Władimir Rybakow | Kamaz | +00:14:50 |  | 3       | Euard Nikołajew Wiaczesław Mizjukajew Władimir Rybakow | Kamaz | +02:03:51 |
| Etap ukończyło 32 ciężarówki |                                                        |       |           |  |         |                                                        |       |           |

- Załoga  Grzegorz Baran /  Rafał Marton (MAN) nie została sklasyfikowana na mecie odcinka.

| Miejsce                      | Klasyfikacja etapu                                    | Marka | Czas      |  | Miejsce | Klasyfikacja generalna                                 | Marka | Czas      |
| ---------------------------- | ----------------------------------------------------- | ----- | --------- |  | ------- | ------------------------------------------------------ | ----- | --------- |
| 1                            | Władimir Czagin Siergiej Sawostin Ildar Szajsułtanow  | Kamaz | 03:21:29  |  | 1       | Władimir Czagin Siergiej Sawostin Ildar Szajsułtanow   | Kamaz | 38:57:18  |
| 2                            | Firdaus Kabirow Ajdar Bielajew Andriej Mokiejew       | Kamaz | +00:21:38 |  | 2       | Firdaus Kabirow Ajdar Bielajew Andriej Mokiejew        | Kamaz | +00:17:27 |
| 3                            | Marchel Van Vliet Serge Bruynkes Bernard der Kinderen | MAN   | +00:34:37 |  | 3       | Euard Nikołajew Wiaczesław Mizjukajew Władimir Rybakow | Kamaz | +02:44:06 |
|                              |                                                       |       |           |  |         |                                                        |       |           |
| 25                           | Grzegorz Baran Rafał Marton                           | MAN   | +02:41:44 |  | 24      | Grzegorz Baran Rafał Marton                            | MAN   | +50:20:48 |
| Etap ukończyło 35 ciężarówek |                                                       |       |           |  |         |                                                        |       |           |

| Miejsce                      | Klasyfikacja etapu                                   | Marka | Czas      |  | Miejsce | Klasyfikacja generalna                                 | Marka | Czas      |
| ---------------------------- | ---------------------------------------------------- | ----- | --------- |  | ------- | ------------------------------------------------------ | ----- | --------- |
| 1                            | Władimir Czagin Siergiej Sawostin Ildar Szajsułtanow | Kamaz | 05:12:02  |  | 1       | Władimir Czagin Siergiej Sawostin Ildar Szajsułtanow   | Kamaz | 44:09:20  |
| 2                            | Pep Vila Moi Torrallardona Peter van Eerd            | Iveco | +00:11:04 |  | 2       | Firdaus Kabirow Ajdar Bielajew Andriej Mokiejew        | Kamaz | +00:30:31 |
| 3                            | Firdaus Kabirow Ajdar Bielajew Andriej Mokiejew      | Kamaz | +00:13:04 |  | 3       | Euard Nikołajew Wiaczesław Mizjukajew Władimir Rybakow | Kamaz | +02:58:43 |
|                              |                                                      |       |           |  |         |                                                        |       |           |
| 19                           | Grzegorz Baran Rafał Marton                          | MAN   | +01:12:47 |  | 25      | Grzegorz Baran Rafał Marton                            | MAN   | +51:41:25 |
| Etap ukończyło 35 ciężarówek |                                                      |       |           |  |         |                                                        |       |           |

| Miejsce                      | Klasyfikacja etapu                                   | Marka | Czas      |  | Miejsce | Klasyfikacja generalna                                  | Marka | Czas      |
| ---------------------------- | ---------------------------------------------------- | ----- | --------- |  | ------- | ------------------------------------------------------- | ----- | --------- |
| 1                            | Władimir Czagin Siergiej Sawostin Ildar Szajsułtanow | Kamaz | 02:45:34  |  | 1       | Władimir Czagin Siergiej Sawostin Ildar Szajsułtanow    | Kamaz | 46:54:54  |
| 2                            | Firdaus Kabirow Ajdar Bielajew Andriej Mokiejew      | Kamaz | +00:00:48 |  | 2       | Firdaus Kabirow Ajdar Bielajew Andriej Mokiejew         | Kamaz | +00:31:19 |
| 3                            | Pep Vila Moi Torrallardona Peter van Eerd            | Iveco | +00:04:29 |  | 3       | Eduard Nikołajew Wiaczesław Mizjukajew Władimir Rybakow | Kamaz | +03:15:45 |
|                              |                                                      |       |           |  |         |                                                         |       |           |
| 25                           | Grzegorz Baran Rafał Marton                          | MAN   | +00:36:22 |  | 25      | Grzegorz Baran Rafał Marton                             | MAN   | +52:17:47 |
| Etap ukończyło 37 ciężarówek |                                                      |       |           |  |         |                                                         |       |           |

| Miejsce                      | Klasyfikacja etapu                                   | Marka | Czas      |  | Miejsce | Klasyfikacja generalna                                  | Marka | Czas      |
| ---------------------------- | ---------------------------------------------------- | ----- | --------- |  | ------- | ------------------------------------------------------- | ----- | --------- |
| 1                            | Firdaus Kabirow Ajdar Bielajew Andriej Mokiejew      | Kamaz | 01:33:25  |  | 1       | Władimir Czagin Siergiej Sawostin Ildar Szajsułtanow    | Kamaz | 48:28:54  |
| 2                            | Władimir Czagin Siergiej Sawostin Ildar Szajsułtanow | Kamaz | +00:01:15 |  | 2       | Firdaus Kabirow Ajdar Bielajew Andriej Mokiejew         | Kamaz | +00:30:04 |
| 3                            | Franz Echter Detlef Ruf Artur Klein                  | MAN   | +00:02:02 |  | 3       | Eduard Nikołajew Wiaczesław Mizjukajew Władimir Rybakow | Kamaz | +03:20:17 |
|                              |                                                      |       |           |  |         |                                                         |       |           |
| 18                           | Grzegorz Baran Rafał Marton                          | MAN   | +00:17:52 |  | 25      | Grzegorz Baran Rafał Marton                             | MAN   | +52:34:24 |
| Etap ukończyło 40 ciężarówek |                                                      |       |           |  |         |                                                         |       |           |

## Klasyfikacja końcowa

### Motocykle
| Poz. | Nr. | Zawodnik                 | Motocykl                      | Czas        | Strata      |
| ---- | --- | ------------------------ | ----------------------------- | ----------- | ----------- |
| 1    | 001 | Marc Coma                | KTM 450 Rally Factory Replica | 51h 25' 00" | +00' 00"    |
| 2    | 002 | Cyril Despres            | KTM 450 Rally Factory Replica | 51h 40' 04" | +15' 04"    |
| 3    | 004 | Hélder Rodrigues         | Yamaha WR 450 F               | 53h 05' 20" | +1h 40' 20" |
| 4    | 003 | Francisco López Contardo | Aprilia RXV 450 Tuareg        | 53h 34' 45" | +2h 09' 45" |
| 5    | 010 | Juan Pedrero             | KTM 450 Rally Factory Replica | 54h 32' 03" | +3h 07' 03" |
| 6    | 006 | Pal Anders Ullevalset    | KTM 450 Rally                 | 54h 57' 56" | +3h 32' 56" |
| 7    | 033 | Jean de Azevedo          | KTM 690 Rallye                | 55h 14' 38" | +3h 59' 38" |
| 8    | 011 | Ruben Faria              | KTM 450 Rally Factory Replica | 55h 38' 01" | +4h 13' 01" |
| 9    | 015 | Quinn Alexis Cody        | Honda CRF450 X                | 56h 17' 10" | +4h 52' 10" |
|      |     |                          |                               |             |             |
| 11   | 021 | Jacek Czachor            | KTM 450 Rally Replica         | 57h 38' 41" | +6h 13' 41" |
| 16   | 047 | Marek Dąbrowski          | KTM 690 Rally Replica         | 58h 51' 40" | +7h 26' 40" |

### Quady
| Poz. | Nr. | Zawodnik                | Quad                | Czas               | Strata             |
| ---- | --- | ----------------------- | ------------------- | ------------------ | ------------------ |
| 1    | 252 | Alejandro Patronelli    | Yamaha Raptor 700   | 63h 49' 47"        | +00'00"            |
| 2    | 255 | Sebastian Halpern       | Yamaha Raptor 700   | 64h 49' 40"        | +59' 53"           |
| 3    | 269 | Łukasz Łaskawiec        | Yamaha Raptor 700   | 70h 07' 25"        | +6h 17' 38"        |
| 4    | 253 | Christophe Declerk      | Polaris Outlaw      | 70h 08' 17"        | +6h 18' 30"        |
| 5    | 263 | Pablo Sebastian Copetti | Yamaha Raptor PSG   | 71h 04' 46"        | +7h 14' 59"        |
| 6    | 273 | Jorge Santamarina       | Honda TRX 700 XX    | 74h 49' 54"        | +11h 00' 07"       |
| 7    | 280 | Tomas Maffei            | Yamaha 650 GRW      | 81h 50' 58"        | +18h 01' 11"       |
| 8    | 257 | Daniel Mazzucco         | Can-Am Renegade 800 | 89h 01' 41"        | +25h 11' 54"       |
| 9    | 259 | Camelia Liparoti        | Yamaha YFM 700 R    | 89h 05' 03"        | +25h 15' 16"       |
| 10   | 268 | Francisco López Balart  | Can-Am Renegade 800 | 101h 00' 04"       | +37h 10' 17"       |
|      |     |                         |                     |                    |                    |
| NU   | 254 | Rafał Sonik             | Yamaha Raptor       | nie ukończył rajdu | nie ukończył rajdu |

### Samochody
| Poz. | Nr. | Kierowca                | Pilot              | Samochód                  | Czas        | Różnica      |
| ---- | --- | ----------------------- | ------------------ | ------------------------- | ----------- | ------------ |
| 1    | 302 | Nasir al-Atijja         | Timo Gottschalk    | Volkswagen Race Touareg 3 | 45h 16' 16" | +00' 00"     |
| 2    | 308 | Giniel de Villiers      | Dirk von Zitzewitz | Volkswagen Race Touareg 3 | 46h 05' 57" | +49' 41"     |
| 3    | 300 | Carlos Sainz            | Lucas Cruz         | Volkswagen Race Touareg 3 | 46h 36' 54" | +1h 20' 38"  |
| 4    | 301 | Stéphane Peterhansel    | Jean-Paul Cottret  | BMW X3 CC                 | 47h 00' 04" | +1h 43' 48"  |
| 5    | 307 | Krzysztof Hołowczyc     | Jean-Marc Fortin   | BMW X3 CC                 | 49h 27' 37" | +4h 11' 21"  |
| 6    | 304 | Mark Miller             | Ralph Pitchford    | Volkswagen Race Touareg 3 | 50h 10' 58" | +4h 54' 42"  |
| 7    | 313 | Ricardo Leal Dos Santos | Paulo Fiuza        | BMW X3 CC                 | 52h 06' 23" | +6h 50' 07"  |
| 8    | 312 | Christian Laveille      | Jean-Michel Polato | Nissan Proto No 5         | 53h 13' 34" | +7h 57' 18"  |
| 9    | 310 | Guilherme Spinelli      | Youssef Haddad     | Mitsubishi Lancer Racing  | 53h 39' 53" | +8h 23' 37"  |
| 10   | 314 | Matthias Kahle          | Thomas Schuenemann | BMW Buggy SMG             | 60h 28' 12" | +15h 11' 56" |

### Ciężarówki
| Poz. | Nr. | Kierowca          | Nawigator             | Mechanik             | Samochód       | Czas                | Różnica             |
| ---- | --- | ----------------- | --------------------- | -------------------- | -------------- | ------------------- | ------------------- |
| 1    | 500 | Władimir Czagin   | Siergiej Sawostin     | Ildar Szajsułtanow   | Kamaz 43269    | 48h 28' 54"         | + 00' 00"           |
| 2    | 502 | Firdaus Kabirow   | Ajdar Bielajew        | Andriej Mokiejew     | Kamaz 4326     | 48h 58' 58"         | + 30' 04"           |
| 3    | 512 | Eduard Nikołajew  | Wiaczesław Mizjukajew | Władimir Rybakow     | Kamaz 4326     | 51h 49' 11"         | + 3h 20' 17"        |
| 4    | 518 | Ilgizar Mardiejew | Władimir Demjanenko   | Ajrat Mardiejew      | Kamaz 4326     | 54h 13' 50"         | + 5h 44' 56"        |
| 5    | 507 | Franz Echter      | Detlef Ruf            | Artur Klein          | MAN TGS        | 54h 14' 31"         | + 5h 45' 37"        |
| 6    | 506 | Josep Vila        | Moi Torrallardona     | Peter van Eerd       | Iveco Trakker  | 55h 44' 55"         | + 7h 16' 01"        |
| 7    | 508 | Marcel van Vliet  | Serge Bruynkens       | Bernard der Kinderen | MAN TGA 18.480 | 59h 10' 57"         | + 10h 42' 03"       |
| 8    | 537 | Artur Ardawiczius | Denis Bierezowskij    | Zanat Zalimbietow    | Kamaz 4326     | 59h 38' 39"         | + 11h 09' 45"       |
| 9    | 526 | Teruhito Sugawara | Seiichi Suzuki        | -                    | Hino Ranger    | 62h 50' 22"         | + 14h 21' 28"       |
| 10   | 528 | Mathias Behringer | Jochen Seiler         | Hugo Kupper          | MAN 18.480     | 66h 06' 29"         | + 17h 37' 35"       |
|      |     |                   |                       |                      |                |                     |                     |
| 25   | 546 | Grzegorz Baran    | Rafał Marton          | -                    | MAN TGA 18480  | 101h 03' 18"        | +52h 34' 24"        |
| NU   | 501 | Gerard de Rooy    | Tom Colsoul           | Dariusz Rodewald     | Iveco Trakker  | nie ukończyli rajdu | nie ukończyli rajdu |

## Polacy w rajdzie
- Jacek Czachor (Orlen Team) - Motocykl[1] - 11. miejsce
- Marek Dąbrowski (Orlen Team) - Motocykl[1] - 16. miejsce
- Rafał Sonik (ATV Polska) - Quad[2] - zakończył rajd na 1. etapie
- Łukasz Łaskawiec (KM Racing Team) - Quad[2] - 3. miejsce
- Krzysztof Hołowczyc (Team X-Raid GMBH) - Samochód[3] - 5. miejsce
- Grzegorz Baran (Speed Factory) - Ciężarówka[4]  - 25. miejsce
- Rafał Marton (Speed Factory) - Ciężarówka[4] - 25. miejsce
- Dariusz Rodewald (Team De Rooy 2011) - Ciężarówka[4] - zakończył rajd na 1. etapie

### Rezygnacje
- Jakub Przygoński (Orlen Team) - Motocykl[15]
- Krzysztof Jarmuż (Team Honda Europe) - Motocykl[16]